# Homoglaea hircina
Homoglaea hircina là một loài bướm đêm trong họ Noctuidae.